# Geraldine Roman
Geraldine Batista Roman (ur. 23 kwietnia 1967 w Orani jako Gerry Batista Roman) – filipińska polityczka i dziennikarka. Od 2016 roku deputowana Izby Reprezentantów Filipin z okręgu wyborczego nr 1 w Bataan jako pierwsza zdeklarowana osoba LGBT i transpłciowa w filipińskim parlamencie.

## Życiorys

### Młodość, edukacja i kariera zawodowa

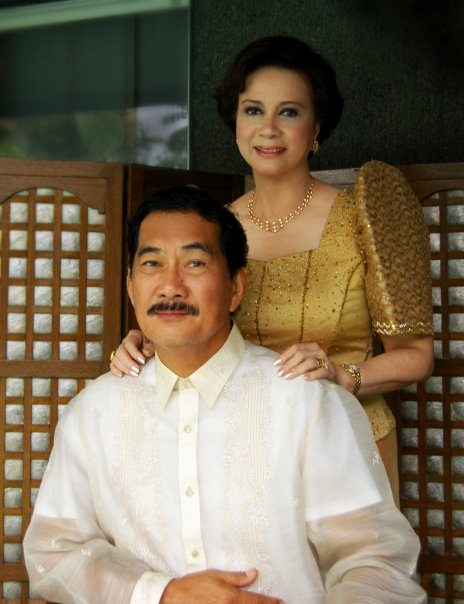
Rodzice Roman w 2010 roku

Roman urodziła się w 1967 roku. Dzieciństwo spędziła w Orani. Jest córką dwóch filipińskich parlamentarzystów, którzy reprezentowali w Izbie Reprezentantów Filipin okręg wyborczy nr 1 w Bataan: Antonino Romana (1998–2007) oraz Herminiy Roman (2007–2016). W latach 90. przeszła procedurę tranzycji płciowej.
Ukończyła Uniwersytet Ateneum w Manili. Studia ukończyła na Uniwersytecie Filipińskim. Uzyskała stypendium na studia dziennikarskie na Uniwersytecie Kraju Basków. Pracowała jako redaktorka dla Agencia EFE, a w 2012 roku wróciła na Filipiny, aby zająć się chorującym ojcem.

### Działalność polityczna
Z powodzeniem wystartowała w wyborach generalnych na Filipinach w 2016 roku, starając się o mandat do Izby Reprezentantów Filipin w okręgu wyborczym nr 1 w Bataan z ramienia Partido Liberal ng Pilipinas, której jej matka – Herminia Roman – jest przewodniczącą. Herminia Roman, która reprezentowała ten okręg wyborczy w latach 2007–2016, nie mogła starać się o reelekcję z powodu ograniczenia maksymalnie trzech kadencji. Została pierwszą zadeklarowaną osobą LGBT i transpłciową w filipińskim parlamencie.
Uzyskiwała reelekcję w wyborach generalnych na Filipinach w 2019 roku oraz w wyborach generalnych na Filipinach w 2022 roku. W wyborach w 2022 roku ubiegała się o miejsce w Izbie Reprezentantów jako jedyna kandydatka w okręgu wyborczym nr 1 w Bataan; uzyskała 107 496 głosy. W 2025 roku była jedną z parlamentarzystek, którzy zagłosowali za impeachmentem Wiceprezydentki Filipin Sary Duterte. W kadencji 2022–2025 zasiadała w Komitecie ds. kobiet i równości (jako przewodnicząca), Komitecie ds. weteranów i opieki, Komitecie ds. usług publicznych, Komitecie ds. pracowników zagranicznych, Komitecie ds. energii nuklearnej, Komitecie do spraw prawnych, Komitecie ds. informacji i technologii, Komitecie do spraw zagranicznych, Komitecie ds. energii (jako wiceprzewodnicząca), Komitecie ds. współdzielczości, Komitecie ds. zmian klimatu, Komitecie ds. rolnictwa i żywności (jako wiceprzewodnicząca) oraz Komitecie ds. reform agrarnych.

### Pozostała działalność
W 2016 roku została umieszczona na liście „Inspiring Women of 2016” przez tygodnik Time oraz na liście „100 Leading Global Thinkers” przez Foreign Policy.
Od 2018 roku jest pierwszą osobą transpłciową w Siłach Zbrojnych Filipin, posiada rangę Lieutenant Colonel.

### Życie prywatne
Mówi w języku hiszpańskim, języku francuskim oraz języku włoskim. Jest w związku z obywatelem Hiszpanii.